# الحجف
الحجف؛ هي قرية تقع في الجنوب الغربي من محايل عسير في جنوبي المملكة العربية السعودية. وهي مطلة على وادي حلي. يشتهر سكانها بالزراعة والرعي منذ القدم. وتعد من أقدم قرى محايل عسير.

## تضاريسها
تتميز بالأحجار البركانية لقربها من جبل الحيلة البركاني.